# Радиотехнический институт имени академика А. Л. Минца
Радиотехнический институт имени академика А. Л. Минца (РТИ) — российское предприятие, ведущее исследования в области радиолокации и электросвязи. Разработчик наземных надгоризонтных радиолокационных систем для ракетно-космической обороны, а также линий управления и функционального взаимодействия РЛС с воздушно-космическими ударными средствами высокоточного оружия. Основан 13 августа 1946 года.
Полное фирменное наименование: Акционерное общество «Радиотехнический институт имени академика А. Л. Минца».

Сокращённое фирменное наименование: «АО РТИ».

Полное фирменное наименование на английском языке: Joint Stock Company «Academician A.L.Mints Radiotechnical Institute».
По состоянию на 2014 год, ОАО «Радиотехнический институт имени академика А. Л. Минца» входит в состав ОАО «Концерн «РТИ Системы», основным акционером которого является холдинг АО «РТИ» (генеральный директор П. С. Лаптаев). Акционерами АО «РТИ», в свою очередь, являются АФК «Система» (84,6 %) и Банк Москвы (15,4 %).
Из-за вторжения России на Украину предприятие находится под санкциями всех стран Евросоюза, США, Украины и Японии.

## История
Создание РТИ тесно связано с именем А. Л. Минца. В 1930 году он организовал первую в СССР лабораторию телевидения, а в 1938 году за несколько месяцев построил по разработанному им проекту самую мощную в мире коротковолновую радиостанцию РВ-96 (120 кВт). Во время войны под его руководством была создана средневолновая вещательная радиостанция фантастической по тем временам мощности — 1200 кВт, передачи которой могли приниматься на оккупированной территории. За эту работу Минц стал лауреатом Сталинской премии первой степени.

### Ускорительная тематика
13 августа 1946 года для решения научных и инженерных проблем, связанных с созданием ускорителей заряженных частиц для советского атомного проекта, была организована лаборатория № 11 в составе Физического института АН СССР (ФИАН). Она располагалась в Москве, в отдельном здании по адресу 1-я Фрунзенская улица, дом 3А. Заведующим лаборатории назначен член-корреспондент АН СССР, инженер-полковник Александр Львович Минц. Первой задачей лаборатории стала разработка одного из основных элементов ускорителей — мощных генераторов высокочастотных электромагнитных колебаний. В апреле 1947 года коллектив А. Л. Минца в качестве «Отдела радиоаппаратуры» (ОРЛИП) был переведён в состав Лаборатории измерительных приборов АН СССР академика И. В. Курчатова. В декабре 1949 года запущен крупнейший в то время ускоритель протонов.
В 1976 году подразделения, занимавшиеся созданием ускорительной техники, были выделены из состава РТИ и образовали Московский радиотехнический институт (МРТИ).

### Радиолокационная тематика
В феврале 1951 года для проведения сверхсекретных работ по созданию систем противоракетной обороны коллектив А. Л. Минца был передан под начало Третьего главного управления как самостоятельная Радиотехническая лаборатория АН СССР (РАЛАН). Среди основных разработок лаборатории — технологическое оборудование, системы оповещения, целеуказания, управления и связи зенитной ракетной системы С-25.
В 1954 году развернулись работы по созданию больших наземных радиолокационных станций для противоракетной обороны. В 1957 году лаборатория преобразована в Радиотехнический институт АН СССР (РТИ АН СССР) в составе Министерства среднего машиностроения. Директором РТИ назначен А. Л. Минц. По линии Минсредмаша в институте велись работы по ускорительной тематике (протонный синхротрон, ускоритель протонов), по линии Минрадиопрома — по радиолокационной (РЛС для систем ПРН, ККП, ПКО и ПРО).
В 1960 году началась разработка РЛС «Днестр», на основе которой затем были созданы радиолокационные узлы СККП в Заполярье, Латвии, Казахстане и Сибири. Институт передан в состав Минрадиопрома и переехал в новый комплекс зданий на улице 8 Марта, построенный на территории, которую ранее занимал факультет животноводства Тимирязевской сельхозакадемии. Расширение позволило существенно пополнить кадры института. Пришло много выпускников МГУ, МИФИ, МАИ, МЭИ, обучавшихся по таким специальностям, как системотехника, вычислительная математика, теория управления. Средний возраст сотрудников был не более 35 лет.
В 1968 году разработана РЛС «Днепр», в которой реализованы более совершенные методы обработки сигналов. На её базе построены радиолокационные узлы СПРН на Кольском полуострове, в Закарпатье, Крыму, Латвии, Казахстане и Сибири. Принципиально новые возможности были заложены в РЛС «Даугава», на базе которой в 1970-х годах разработана высокопотенциальная РЛС «Дарьял».

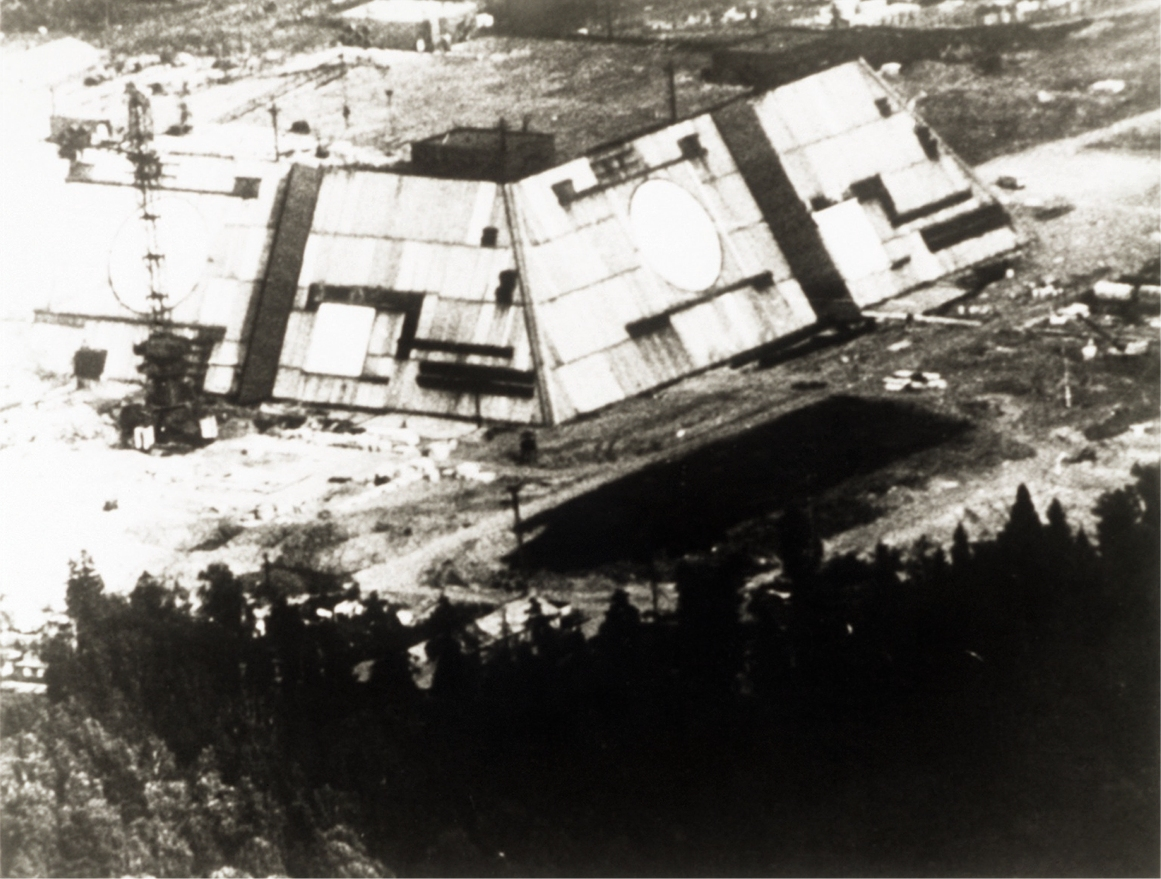
РЛС «Дон-2Н» на этапе строительства

В начале 1990-х годов передана на дежурство разработанная институтом многофункциональная РЛС «Дон-2Н», отличающаяся повышенными энергетикой, точностью и разрешающей способностью. Она стала информационным ядром действующей и в настоящее время системы противоракетной обороны центрального промышленного района России (А-135).
В последующие годы институт продолжал наращивать потенциал создания мощных радиолокаторов сверхдальнего обнаружения, одновременно осваивая проблематику новых направлений в областях систем связи, телекоммуникаций, наземно-космической локации и др.
В 1985 году РТИ присвоено имя академика А. Л. Минца.
В 2000 году РТИ вошёл в состав ОАО "Концерн «РТИ Системы». По состоянию на 2011 год, концерну принадлежит 83,27 % акций института.

### Директора и руководители
- А. Л. Минц — с 1946 по 1970 гг.;
- Б. П. Мурин — с 1970 по 1976 гг.;
- В. К. Слока — с 1976 по 1996 гг.;
- С. Ф. Боев — с 1996 по 1999 гг.;
- В. И. Шустов — с 1999 по 2010 гг.;
- Д. А. Вагин — с 2010 по 2011 гг.;
- В. П. Савченко — с 2011 по 2014 гг.;
- А. Б. Теппер — с 2014 по 2018  гг.;
- А. В. Осипов — с 2018 по 2019 гг;
- К. В. Макаров — с 2019 по 2020 гг;
- Ю.Г. Аношко — с 31 декабря 2020 года.

## Современное состояние
В настоящее время в РТИ ведутся работы по следующим направлениям:
- Разработка радиотехнической и радиолокационной аппаратуры.
- Вычислительная техника и программирование.
- Автоматизированное конструирование и проектирование радиоаппаратуры различного назначения.
- Автоматизированное производство сложных программно-аппаратных комплексов для РЛС.
- Технологический контроль, стандартизация и метрологическое обеспечение.

Коллектив института насчитывает свыше тысячи высококлассных специалистов, в числе которых академики, доктора и кандидаты наук.